# Microrégion d'Umarizal
 (décembre 2023).
Si vous disposez d'ouvrages ou d'articles de référence ou si vous connaissez des sites web de qualité traitant du thème abordé ici, merci de compléter l'article en donnant les références utiles à sa vérifiabilité et en les liant à la section « Notes et références ».

Localisation de la microrégion d'Umarizal

La microrégion d'Umarizal est l'une des sept microrégions qui subdivisent la mésorégion de l'ouest de l'État du Rio Grande do Norte au Brésil.
Elle comporte 11 municipalités qui regroupaient 62 447 habitants en 2006 pour une superficie totale de 1 621 km2.

## Municipalités[1]
- Almino Afonso
- Antônio Martins
- Frutuoso Gomes
- João Dias
- Lucrécia
- Martins
- Olho-d'Água do Borges
- Patu
- Rafael Godeiro
- Serrinha dos Pintos
- Umarizal